# وعادت القلوب (مسلسل)
وعادات القلوب، مسلسل مصري صدر سنة 2008، من إخراج عمرو عابدين وبطولة عزت العلايلي

## ملخص القصة
يحاول جمال راشد خدمة قريته بعد أن أفنى حياته في وظيفته وإذا به يكتشف قيام سيد السامولي بشراء قطعة أرض وبناء مشروع عليها يضر بمصلحة القرية فيحاول جمال الوقوف له، ويدفع جمال بمصطفى للدخول في مزاد على قطعة الأرض ومحاولة الفوز بها في حين يحاول علاء ابن جمال بيع جميع ممتلكات والده لنفسه.

## طاقم العمل
- عزت العلايلي
- منى هلا
- شريف خير الله
- محيي الدين عبدالمحسن
- سماح السعيد
- ريهام سعيد [1][2]